# Rushton James
Rushton James var en civil parish 1866–1934 när det uppgick i Rushton, i grevskapet Staffordshire i England. Civil parish var belägen 14 km från Hanley och hade 375 invånare år 1931.